# 致密星
致密星是白矮星、中子星、奇特星、黑洞等一类致密天体的总称，它们与正常星的主要区别是不再有核燃料进行聚变反应，热压力不足以与自身的引力保持平衡，因而塌缩成尺度非常小、密度非常大的天体。致密星通常是恒星演化末期的终结形态，恒星演化为何种致密星主要取决于恒星的质量。一般来說，质量在1倍至6倍太阳质量的恒星最终演化成白矮星，并伴随有质量损失，其外壳向外抛出，形成行星状星云。质量为3至8倍太阳质量的恒星演化成中子星，更大质量的恒星则坍缩成黑洞。

## 白矮星

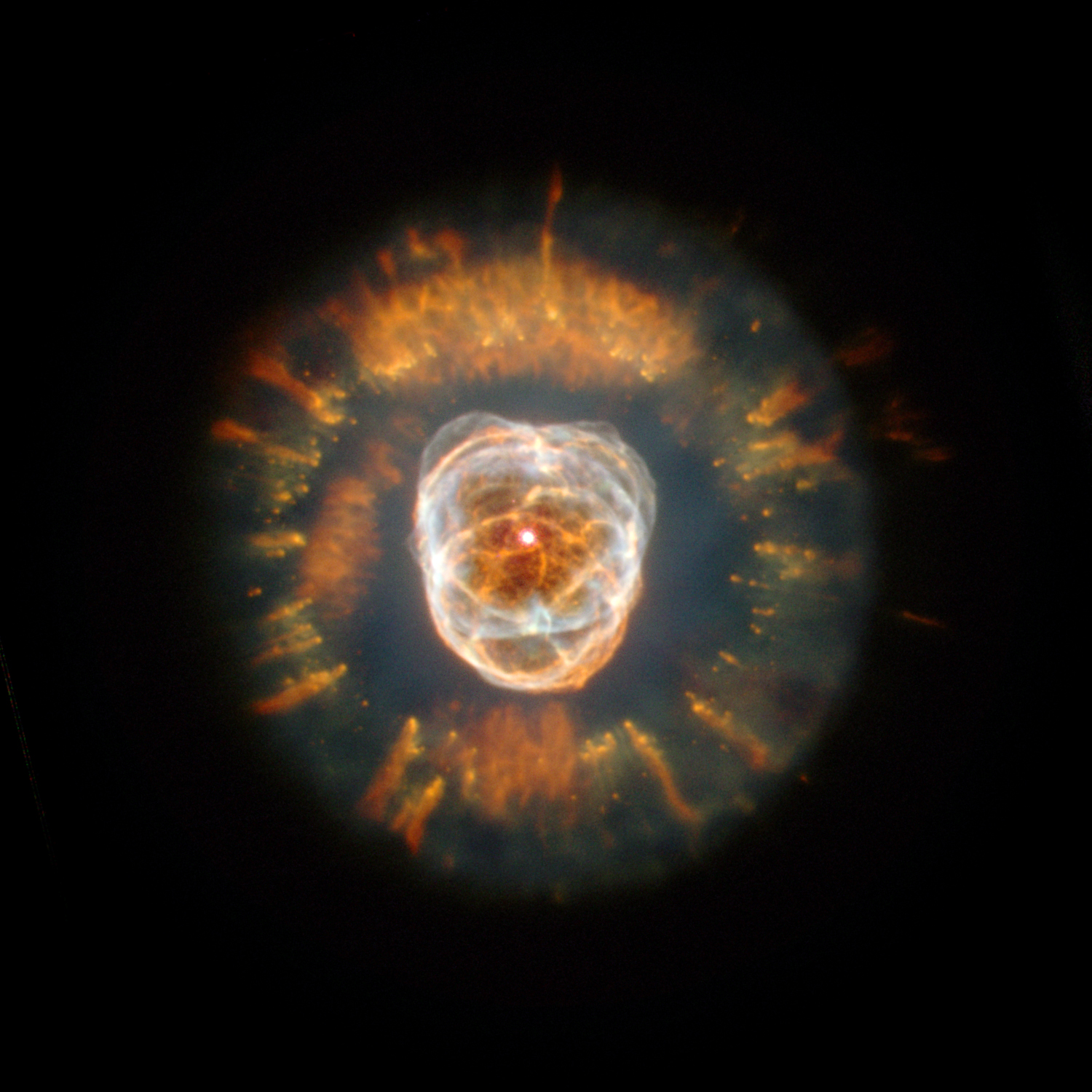
愛斯基摩星雲

白矮星密度極高，一顆質量與太陽相當的白矮星體積只有地球一般的大小，微弱的光度則來自過去儲存的熱能。在太陽附近的區域內已知的恆星中大約有6%是白矮星。這種異常微弱的白矮星大約在1910年就被亨利·諾利斯·羅素、愛德華·皮克林和威廉·佛萊明等人注意到。
白矮星被認為是中、低質量恆星演化階段的最終產物，在我們所屬的星系內97%的恆星都屬於這一類。中低質量的恆星在渡過主序星階段，結束以氫融合反應之後，將在核心進行氦融合，將氦燃燒成碳和氧的3氦過程，並膨脹成為一顆紅巨星。如果紅巨星沒有足夠的質量產生能夠讓碳燃燒的更高溫度，碳和氧就會在核心堆積起來。在散發出外面數層的氣體成為行星狀星雲之後，留下來的只有核心的部份，這個殘骸最終將成為白矮星。因此，白矮星通常都由碳和氧組成。但也有可能核心的溫度可以達到燃燒碳卻仍不足以燃燒氖的高溫，這時就能形成核心由氧、氖和鎂組成的白矮星。同樣的，有些由氦組成的白矮星是由聯星的質量損失造成的。 
白矮星的內部不再有物質進行核融合反應，因此不再有能量產生，也不再由核融合的熱來抵抗重力崩潰；它是由極端高密度的物質產生的電子簡併壓力來支撐。物理學上，對一顆沒有自轉的白矮星，電子簡併壓力能夠支撐的最大質量是1.4倍太陽質量，也就是錢德拉塞卡極限。許多碳氧白矮星的質量都接近這個極限的質量，通常經由伴星的質量傳遞，可能經由所知道的碳引爆過程爆炸成為一顆Ia超新星。

## 中子星

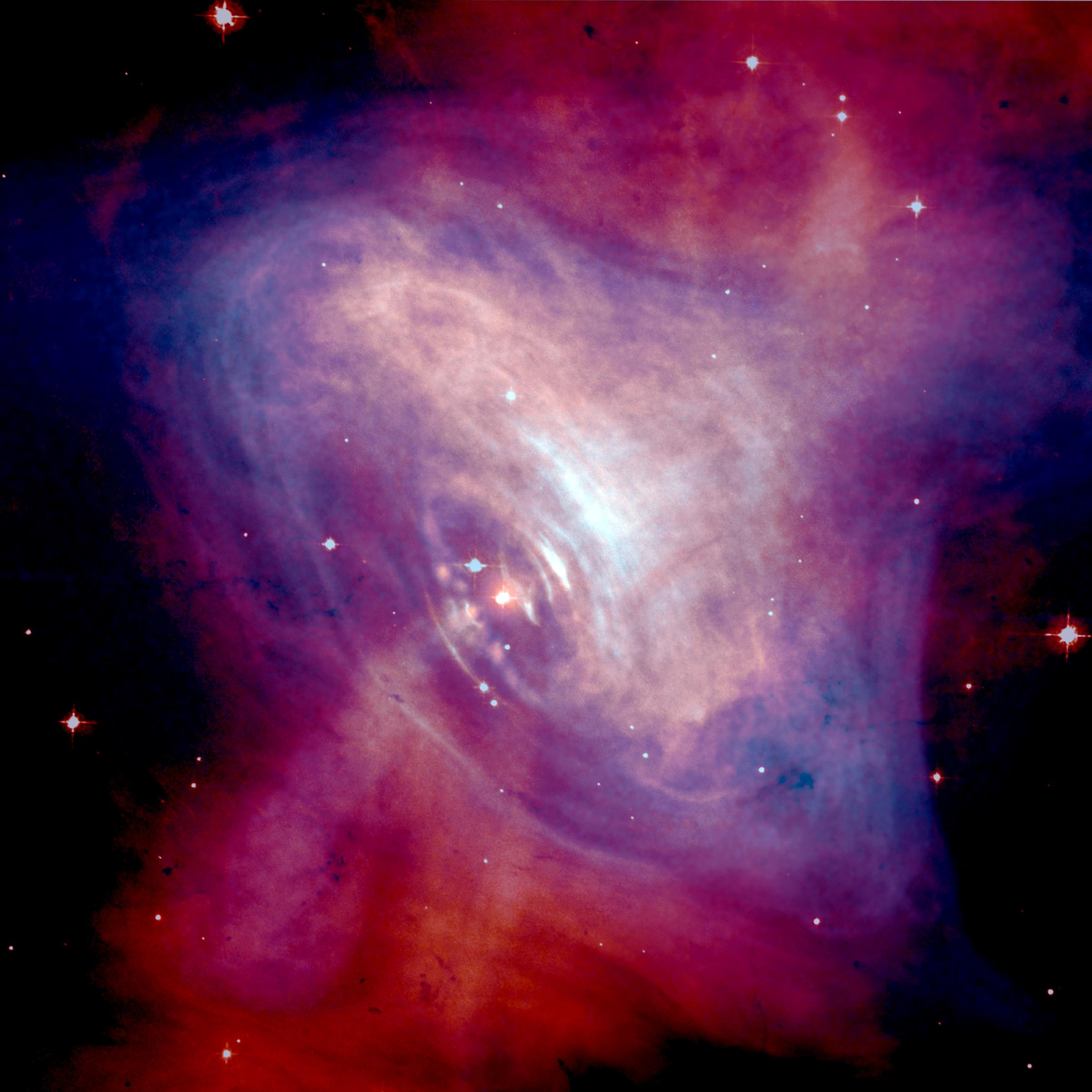
蟹狀星雲

恆星在核心的氫、氦、碳等元素於核聚变反應中耗盡，最终轉變成鐵元素時便無法从核聚变中获得能量。失去熱輻射壓力支撐的外圍物質受重力牽引會急速向核心墜落，有可能导致外壳的動能轉化為熱能向外爆發產生超新星爆炸，或者根据恒星质量的不同，恒星的内部区域被压缩成白矮星、中子星或黑洞。白矮星被压缩成中子星的過程中恒星遭受劇烈的壓縮使其組成物質中的電子併入質子轉化成中子，直徑大約只有十餘公里，但上面一立方厘米的物質便可重達十億噸，且旋轉速度極快。由於其磁軸和自轉軸並不重合，磁場旋轉時所產生的無線電波等各种辐射可能會以一明一滅的方式傳到地球，有如人眨眼，此時稱作脈衝星。
一顆典型的中子星質量介於太陽質量的1.35到2.1倍，半徑則在10至20公里之間（質量越大半徑收縮得越小），也就是太陽半徑的30,000至70,000分之一。因此，中子星的密度在每立方公分8×1013克至2×1015克間，此密度大約是原子核的密度。
緻密恆星的質量低於1.44倍太陽質量，則可能是白矮星，但质量大於奧本海默-沃爾可夫極限（3.2倍太陽質量）的恆星会继续發生引力坍縮，則無可避免的將產生黑洞。
由於中子星保留母恆星大部分的角動量，但半徑只是母恆星極微小的量，轉動慣量的減少導致轉速迅速的增加，產生非常高的自轉速率，周期從毫秒脈衝星的700分之一秒到30秒都有。中子星的高密度也使它有強大的表面重力，強度是地球的 2×1011 到 3×1012 倍。逃逸速度是將物體由重力場移動至無窮遠的距離所需要的速度，是測量重力的一項指標。一顆中子星的逃逸速度大約在10,000至150,000公里／秒之間，也就是可以達到光速的一半。換言之，物體落至中子星表面的速度也將達到150,000公里／秒。更具體的說明，如果一個普通體重（70公斤）的人遇到中子星，他撞擊到中子星表面的能量將相當於二億噸TNT當量的威力（四倍於全球最巨大的核彈大沙皇的威力）。

## 黑洞

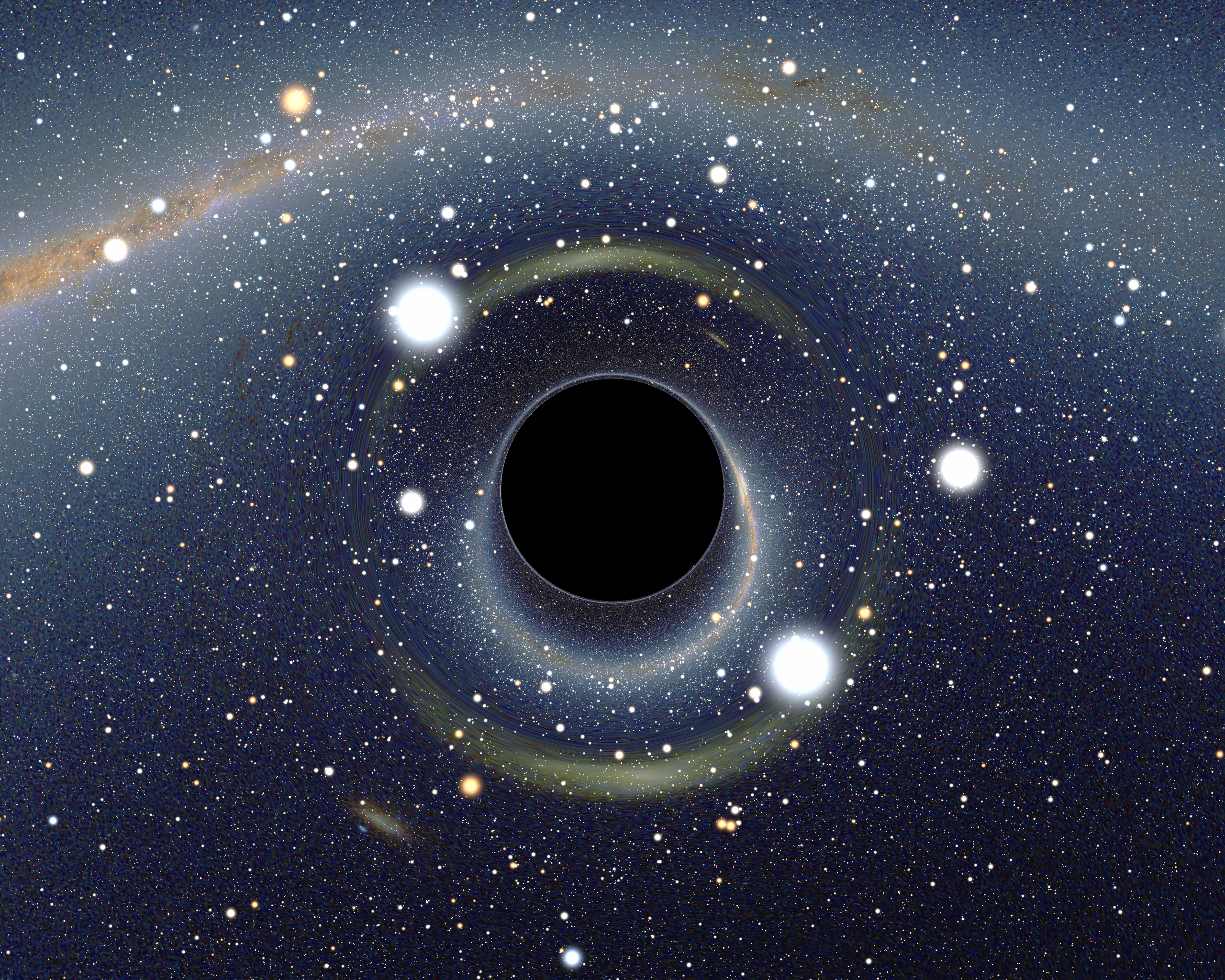
大麥哲倫雲面前的黑洞（中心）的模擬視圖。

黑洞是由质量足够大的恒星在核聚变反应的燃料耗盡後，發生引力坍缩而形成。黑洞的質量是如此之大，它产生的引力场是如此之强，以致于任何物质和辐射都无法逃逸，就連传播速度最快的光（电磁波）也逃逸不出來。由于类似热力学上完全不反射光线的黑体，故名黑洞。在黑洞的周圍，是一個無法偵測的事件視界，標誌著無法返回的臨界點。
當星體發生超新星爆炸時，中子之間強烈的互相排斥力量無法抵擋外界推擠力量，將中子星擠壓成更高密度狀態，同時在沒有其他力量足以抵擋如此強大壓力的情況下，整個星球會不斷地縮小，最終形成「黑洞」。直至目前為止，質量最小的黑洞大約有3.8倍太陽質量。
黑洞無法直接觀測，但可以藉由間接方式得知其存在與質量，並且觀測到它對其他事物的影響。藉由物體被吸入之前的因高熱而放出紫外線和X射線的「邊緣訊息」，可以獲取黑洞的存在的訊息。推測出黑洞的存在也可藉由間接觀測恆星或星際雲氣團繞行黑洞軌跡，來取得位置以及質量。 

## 奇特星
奇特星是不由元素构成的星体，而是一类成分包括基本粒子夸克或其它假想粒子，在簡併壓力和引力间达到平衡之后形成，並且具有其它的量子特性的緻密星。奇特星主要包括夸克星和奇異星、先子星。